# Wegnummering in België
De wegnummering in België betreft de nummering van de wegen, zowel gemeente-, provincie-, gewest-, als rijkswegen.
De nummering van verschillende typen wegen staan los van elkaar. In België heeft de A1 bijvoorbeeld niets te maken met de N1: zowel voorletter als nummer zijn dus nodig om een weg te definiëren. Voor de hernummering in 1986 kwam het wel vaak voor dat een autosnelweg die parallel werd aangelegd aan een bestaande rijksweg, hetzelfde nummer kreeg. In 1986 zijn de A-wegen (autosnelwegen) niet van nummer veranderd, de rijkswegen wel, zodat tegenwoordig nog maar enkele overeenkomsten bestaan, met name de A1-N1, A2-N2, A3-N3 en A4-N4.

## Het systeem van de A-wegen
A-wegen zijn in principe altijd autosnelwegen. Uitzondering is hier de A12, waar tegenwoordig, ook voor de stukken die geen autosnelweg zijn, het A-nummer gebruikt wordt.
Het A-nummer is vaak onbekend bij de meeste automobilisten. Dat komt doordat de meeste A-wegen ook een E-nummer dragen en de wegwijzers enkel dit E-nummer aangeven. Dit zijn de Europese wegen die deel uitmaken van een internationaal netwerk, deze nummering wordt dan ook niet bepaald door Belgische overheden. De kilometerpalen duiden wel altijd het A-nummer aan. Overigens kan een E-nummer samenvallen met verschillende A-nummers. Zo is de E40 op Belgisch grondgebied achtereenvolgens  A18, A10 en A3.
De eerste 12 A-nummers (A1 tot en met A12) waren oorspronkelijk gereserveerd voor autosnelwegen die vanuit Brussel zouden vertrekken (eventueel iets verderop aansluiten op een andere A-weg, zoals de A8 in Halle en de A2 in Leuven). De A9 richting Kortrijk werd nooit gerealiseerd, evenmin als de A11 die richting Waasland moest lopen. Het nummer A11 is nu in gebruik voor de weg Antwerpen-Kust. Als gevolg daarvan waaieren de nummers A11, A12, A13 en A14 nu uit vanuit Antwerpen. Vanaf hier is de systematiek matig, als gevolg van het vele veranderen van plannen in het verleden. Men herkent nog A15 en A16 langs de as van Waalse industriesteden, en daarop aansluitend, de driehoek gevormd door A17, A18 en A19 in West-Vlaanderen. A21 maakt deel uit van nooit gerealiseerde plannen voor oostelijk Vlaanderen, waarin ook de A24 paste, nu gedeeltelijk gerealiseerd als N74.

## Het systeem van de N-wegen
De N-wegen, voormalige rijkswegen (naar het Franse voorbeeld van de "route nationale"), tegenwoordig gewestwegen, zijn onderverdeeld in 4 categorieën:
- Wegen van 1ste categorie dragen nummers van 1 tot en met 9, en lopen van Brussel stervormig uit tot aan de grens van het land. De nummering verloopt volgens de wijzers van de klok.
- Wegen van 2de categorie dragen nummers 10, 20, 30, 40, 50, 60, 70, 80 en 90. Deze wegen verbinden de provinciehoofdplaatsen onderling (maar nooit Brussel). Ze zijn ook genummerd in wijzerzin, van N10 tot N70 in een buitenste cirkel. Nadien zijn de N80 en de N90 ook genummerd in wijzerzin, in een tweede kleinere cirkel.
- Wegen van 3de categorie dragen nummers van 11 tot 99, uitgezonderd de tientallen. Het eerste cijfer van dit nummer hangt samen met de provincie waarbinnen deze weg haar belangrijkste stuk heeft (of helemaal in ligt). De volgorde van de provincies is:
  - 1 Antwerpen
  - 2 Brabant (in 1986 nog niet opgedeeld in Vlaams- en Waals-Brabant en het Brussels Hoofdstedelijk gewest)
  - 3 West-Vlaanderen
  - 4 Oost-Vlaanderen
  - 5 Henegouwen
  - 6 Luik
  - 7 Limburg
  - 8 Luxemburg
  - 9 Namen

Deze volgorde komt overeen met de alfabetische orde van de naam van de provincies in het Frans.
Binnen sommige provincies is een duidelijke systematiek te herkennen bij de nummering van deze wegen: In de provincie Limburg lopen alle oneven genummerde wegen van west naar oost, en de nummers lopen op van noord (N71) naar zuid (N79). De even nummers komen overeen met noord-zuid-wegen en de nummers lopen op van west (N72) naar oost (N78). Dit systeem is te vergelijken met de Europese wegnummering.
In de provincie Antwerpen waaien de eerste 3 cijfers uit vanuit Antwerpen (N11, N12, N13, hoewel deze laatste eigenlijk pas in Lier begint), de volgende 4 vanuit Mechelen (N14, N15, N16, N17, hoewel deze laatste pas in Willebroek begint) en de laatste 2 vanuit Turnhout, en dat voor de 3 steden telkens in wijzerszin. Iets gelijkaardigs geldt voor de provincie Brabant.
- Wegen van 4de categorie dragen nummers van 100 tot 999, en weer geeft het eerste cijfer de provincie weer waar het (grootste deel van het) traject zich bevindt. Deze nummering vertoont weinig systematiek. In veel gevallen zijn de laatste 2 cijfers ontleend aan de laatste 2 cijfers voor de hernummering in 1986, maar ook deze nummering was vaak niet systematisch.

## De R-wegen
R-wegen zijn (soms slechts gedeeltelijke) ringwegen rond de Belgische steden. In tegenstelling tot A- en N-wegen zegt de voorletter R niets over de status van de weg. R-wegen kunnen al dan niet autosnelweg zijn. Met uitzondering van de eencijferige R-wegen bepaalt ook hier het eerste cijfer van het nummer de provincie waar deze weg gelegen is.

## De B-wegen
B-wegen, zogenaamde lussen (de B komt van het Franse bretelle) zijn belangrijke (en lange) toegangswegen tot een autosnelweg. Velen kennen bijvoorbeeld de B401 (verbinding E17 - Gent-centrum).

## Vergelijking met Nederland
De filosofie achter de wegnummering in België verschilt op enkele punten van het systeem in Nederland.
Een eerste punt is dat een weg niet zo gemakkelijk van nummer verandert, ook al wordt hij overgedragen van het ene bestuur (gewest, gemeente, provincie) naar een ander. Op die manier weerspiegelt de nummering in België veel meer een historische toestand dan in Nederland. Een belangrijke illustratie hiervan is het feit dat bij de laatste grote hernummering, in 1986, de gewesten nog geen wegen beheerden.
Een tweede belangrijk verschil is dan ook dat België een extra niveau van nummering kent, namelijk het gewest (Brussel, Vlaanderen, Wallonië). De nummering is dan ook nog bijna helemaal deze van de toenmalige rijkswegen. Het vasthouden aan nummers was overigens ook de reden waarom in 1986 een volledige hernummering noodzakelijk werd geacht: in de loop van de 20e eeuw waren veel nieuwe wegen aangelegd, en deze kregen systematisch een hoger nummer dan de bestaande wegen. In veel gevallen waren oude, belangrijke wegen, met een laag nummer, daardoor gedegradeerd tot lokale stukjes straat, zonder veel betekenis, wat natuurlijk het nut van de hele nummering erg beperkte.